# Hipótesis de Warburg

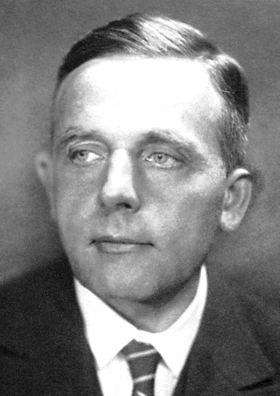
El científico Otto Warburg, cuyas actividades de investigación llevaron a la formulación de la hipótesis Warburg para explicar la causa fundamental del cáncer.

La hipótesis de Warburg es una hipótesis del origen del cáncer, postulada en 1924 por el fisiólogo alemán Otto Heinrich Warburg. Esta hipótesis sostiene que lo que conduce a la carcinogénesis es una respiración celular defectuosa causada por un daño en las mitocondrias. El efecto Warburg describe la observación de que las células cancerosas, y muchas células cultivadas in-vitro, hacen uso de la glucólisis anaerobia como fuente de energía, incluso si hay oxígeno en cantidad apropiada para la respiración. En otras palabras, en vez de desarrollar un proceso de respiración completo en presencia de cantidades adecuadas de oxígeno, las células cancerosas fermentan; esta observación demostrable se conoce actualmente como efecto Warburg.
La opinión actualmente más aceptada es que las células cancerosas fermentan glucosa mientras mantienen el mismo nivel de respiración que estaba presente antes del proceso de carcinogénesis, y por lo tanto el efecto Warburg puede ser definido como la observación de que las células cancerosas exhiben glucólisis con secreción de lactato y respiración mitocondrial incluso en presencia de oxígeno.

## Historia
La Hipótesis de Warburg fue postulada por el ganador del premio Nobel, Otto Heinrich Warburg en 1924. Warburg hipotetizó que el cáncer, el crecimiento maligno y el crecimiento de los tumores son causados por el hecho de que las células tumorales generan energía (producen ATP) principalmente por medio de una degradación no oxidativa de la glucosa (un proceso llamado glucólisis anaeróbica); al contrario de lo que ocurre con las células saludables, las cuales generan energía principalmente a partir de la degradación oxidativa del piruvato.
El piruvato es el producto final de degradación del proceso de glucólisis y normalmente es producido en el citoplasma y oxidado en las mitocondrias. Sin embargo, de acuerdo a Warburg, el comportamiento de las células cancerosas puede ser interpretado como el resultado de una baja respiración mitocondrial. Warburg reportó diferencias fundamentales al comparar células normales con cancerosas en cuanto a la relación existente entre energía obtenida por glucólisis y la obtenida por respiración. Esta observación es lo que actualmente se conoce como Efecto Warburg.

## Causas del cáncer y su relación con Warburg
El cáncer es causado por mutaciones y una expresión de genes alterada, en un proceso llamado transformación maligna, desembocando en un crecimiento descontrolado de las células. Las diferencias metabólicas observadas por Warburg sirven para adaptar a las células a las condiciones de hipoxia dentro de los tumores sólidos, y resulta principalmente de las mismas mutaciones en los oncogenes y genes supresores tumorales que causan las otras características anormales de las células cancerosas. Sin embargo, los cambios metabólicos observados por Warburg no parecen ser la causa (no al menos la única causa) del cáncer tal como proclamaba, sino más bien el resultado de uno de los efectos característicos de las mutaciones que causan cáncer. Por otro lado esta hipótesis no explica la génesis de tumores con alta concentración de oxígeno (sin hipoxia), como las leucemias, que se desarrollan en la sangre, la cual presenta alta concentración de oxígeno. Ni tampoco los tumores generados por radiación, ya sea rayos X y radiación ultravioleta, los cuales no presentan ni hipoxia ni un microambiente ácido, sino que se producen por daño directo al ADN con la conformación de aductos y dímeros de timina que llevan al cáncer.
Warburg articuló su hipótesis en un trabajo titulado  The Prime Cause and Prevention of Cancer el cual fue presentado en una conferencia en una reunión de premios Nobel realizada el 30 de junio de 1966 en la ciudad de Lindau en el Lago Constanza, Alemania. En su exposición, Warburg presentó evidencia adicional apoyando su teoría de que los elevados niveles de metabolismo anaeróbico observado en las células cancerosas era resultado de un proceso de respiración dañado o insuficiente. En sus propias palabras: 

...la causa primaria del cáncer es el reemplazo de la respiración con oxígeno en las células normales del organismo, por la fermentación del azúcar.

## Revisiones recientes
En los últimos años la hipótesis de Warburg ha vuelto a ganar atención debido a varios descubrimientos ligados a un deterioro en la función mitocondrial, así como un deterioro en la respiración esto en relación con el crecimiento, división y expansión de las células tumorales. En un estudio llevado a cabo por Michael Ristow y colaboradores, diferentes líneas de células de cáncer de colon fueron modificadas para sobreexpresar frataxina. Los resultados de su trabajo sugieren que un aumento en el metabolismo oxidativo inducido por la frataxina mitocondrial puede inhibir el crecimiento del cáncer en mamíferos.
Sin embargo, trabajos subsecuentes han demostrado que el efecto Warburg puede conducir a un prometedor enfoque para el tratamiento de los tumores sólidos. El ácido dicloroacético (ADCA), el cual es capaz de promover la respiración y la actividad de las mitocondrias, ha demostrado ser capaz de matar células tumorales in-vitro y en algunos modelos animales. El organismo a menudo es capaz de destruir las células dañadas por medio del mecanismo de apoptosis, que es un mecanismo de autodestrucción que involucra a las mitocondrias; sin embargo en las células cancerosas, donde las mitocondrias están "apagadas", este mecanismo falla. La reactivación de las mitocondrias en las células cancerosas reinicia su programa de apoptosis. Además del prometedor trabajo de investigación llevado a cabo en el Departamento de Medicina de la Universidad de Alberta conducido por el Dr. Evangelos Michelakis, se han evaluado otros inhibidores glucolíticos prometedores además del ADCA, por ejemplo el 3BP investigado en el Anderson Cancer Center del Departamento de Medicina de la Universidad de Texas; la 2-desoxi-D-glucosa (2DG) en la Escuela de Medicina de la Universidad de Emory y otros inhibidores de la lactato deshidrogenasa A. at Johns Hopkins University.